# Gaborone United
Gaborone United Sporting Club w skrócie Gaborone United – botswański klub piłkarski z siedzibą w Gaborone, występujący w Premier League.

## Sukcesy
- Premjer liga[1]:
  - mistrzostwo (8): 1967, 1969, 1970, 1986, 1990, 2009, 2022, 2025.

- Puchar Botswany[2]:
  - zwycięstwo (8): 1968, 1970, 1984, 1985, 1990, 2012, 2020, 2022.

## Występy w afrykańskich pucharach
| Sezon     | Rozgrywki           | Runda    | Kraj                          | Klub                        | Dom | Wyjazd | Dwumecz      |
| --------- | ------------------- | -------- | ----------------------------- | --------------------------- | --- | ------ | ------------ |
| 1987      | Puchar Mistrzów     | wstępna  | Dżibuti                       | Matlama FC                  | 0–1 | 0–2    | 0–3          |
| 1991      | Puchar Mistrzów     | wstępna  | Eswatini                      | Manzini Sundowns FC         | 1–0 | 0–1    | 1–1 (k. 2–4) |
| 1994      | Puchar CAF          | 1        | Mozambik                      | Clube Ferroviário de Maputo | 1–0 | 0–2    | 1–2          |
| 1998      | Puchar CAF          | 1        | Zambia                        | Nchanga Rangers             | –   | –      | –            |
| 2010      | Liga Mistrzów       | wstępna  | Południowa Afryka             | Orlando Pirates             | 0–0 | 2–2    | 2–2          |
| 2010      | Liga Mistrzów       | 1        | Mauritius                     | Curepipe Starlight SC       | 3–0 | 3–0    | 6–0          |
| 2010      | Liga Mistrzów       | 2        | Zimbabwe                      | Dynamos FC                  | 1–0 | 1–4    | 2–4          |
| 2010      | Puchar Konfederacji | play-off | Egipt                         | Haras El-Hodood SC          | 1–0 | 1–8    | 2–8          |
| 2013      | Puchar Konfederacji | wstępna  | Mozambik                      | Liga Muçulmana              | 2–2 | 0–1    | 2–3          |
| 2014      | Puchar Konfederacji | wstępna  | Południowa Afryka             | Supersport United FC        | 0–1 | 0–2    | 0–3          |
| 2016      | Puchar Konfederacji | wstępna  |                               | JKU FC                      | –   | –      | –            |
| 2022/2023 | Liga Mistrzów       | wstępna  | Demokratyczna Republika Konga | AS Vita Club                | 1–0 | 1–3    | 2–3          |

## Stadion
Domowe mecze klub rozgrywa na stadionie o nazwie Botswana National Stadium w Gaborone, który może pomieścić 22500 widzów.